# Herman Dahle
Herman Bjorn Dahle (Perry, 30 de marzo de 1855 - Mount Horeb, 25 de abril de 1920) fue un político estadounidense que se desempeñó como miembro de la Cámara de representante de Estados Unidos por Wisconsin.

## Biografía
Herman Bjorn Dahle nació en la ciudad de Perry, Wisconsin. Recibió su educación en las escuelas del distrito de su ciudad natal y en lo que hoy es la Universidad de Wisconsin-Madison, donde se graduó en 1877. Residió en Mount Vernon, Wisconsin desde 1877 hasta 1888, donde dirigió un negocio mercantil general. También fue el principal propietario del banco Mount Horeb a partir de 1890.
Dahle fue elegido republicano por el 2.º distrito congresional de Wisconsin para los congresos 56.º y 57.º (4 de marzo de 1899 - 3 de marzo de 1903), pero no fue candidato a la reelección en 1902. 
Reanudó sus actividades comerciales y bancarias en Mount Horeb, Wisconsin, donde falleció en 1920. Dejó una herencia valorada en 280.000 dólares. Dahle fue enterrado en Mount Horeb Union Cemetery.
Su antigua casa, ahora conocida como Herman B. y Anne Marie Dahle House, está incluida en el Registro Nacional de Lugares Históricos.

## Otras fuentes
- Keyes, Elisha W. Historia del condado de Dane. Biográfico y genealógico (Madison, Wisconsin: Western Historical Association, 1906)